# موریلو اندرس
موریلو اندرس (به انگلیسی: Murilo Endres) معروف به موریلو (زاده ۱۵ مه سال ۱۹۸۱) والیبالیست اهل برزیل، عضو تیم ملی والیبال برزیل و باشگاه سائو پائولو است.

## تیم ملی
موریلو از پرافتخارترین ورزشکاران برزیلی است. او با تیم ملی برزیل موفق به کسب چهار قهرمانی آمریکای جنوبی، دو قهرمانی جام بزرگ قهرمانان جهان، هفت قهرمانی و دو نایب قهرمانی در لیگ جهانی، یک قهرمانی و یک سومی در جام جهانی و سه قهرمانی و یک نقره قهرمانی جهان و دو مدال نقره المپیک شد.

## دست‌آوردها

### فردی
- باارزش‌ترین بازیکن قهرمانی آمریکای جنوبی ۲۰۰۹
- با ارزش‌ترین بازیکن لیگ جهانی ۲۰۱۰
- باارزش‌ترین بازیکن قهرمانی جهان ۲۰۱۰
- باارزش‌ترین بازیکن سوپر لیگ برزیل ۲۰۱۱
- بهترین دریافت‌کننده قدرتی زن لیگ جهانی ۲۰۱۱
- باارزش‌ترین بازیکن بازی‌های المپیک تابستانی ۲۰۱۲
- بهترین دریافت‌کننده قدرتی زن قهرمانی جهان ۲۰۱۴

## زندگی شخصی
موریلو اندرس در منطقهٔ پسو فوندو، ریو گرانده جنوبی، برزیل به دنیا آمد. او دارای یک برادر بزرگتر از خود به نام گوستاوو است که او نیز بازیکن والیبال است. در ۲۲ اکتبر ۲۰۰۹ موریلو با ژاکلین کاروالهو که او هم بازیکن تیم ملی والیبال زنان برزیل است ازدواج کرد.در نیمهٔ ژوئیه ۲۰۱۳ آن‌ها اعلام کردند که انتظار تولد بچشان را دارند.در ۲۰ دسامبر ۲۰۱۳ اولین بچهٔ آن‌ها متولد شد که پسری به نام پااولا آرتور کاروالهو اندرس است.